# 4-羧基苯胂酸
4-羧基苯胂酸是一种有机砷化合物，化学式为C7H7AsO5。它可由4-重氮基苯甲酸氟硼酸盐和偏亚砷酸钠、氯化亚铜反应，再酸化后制得。它和碘化钠、盐酸、焦亚硫酸钠反应，可以得到4-二碘胂基苯甲酸。